# Maria Jolanta Zielińska
Maria Jolanta Zielińska – polska socjolog, dr hab. nauk humanistycznych, profesor uczelni Instytutu Socjologii Wydziału Pedagogiki, Psychologii i Socjologii Uniwersytetu Zielonogórskiego i profesor nadzwyczajny Wyższej Szkoły Menedżerskiej w Legnicy.

## Życiorys
W 1981 ukończyła studia socjologiczne na Uniwersytecie Jagiellońskim, 24 marca 1995 obroniła pracę doktorską Kariery zawodowe i życiowe absolwentów uczelni pedagogicznej. Badania panelowe, 2 czerwca 2008 habilitowała się na podstawie pracy zatytułowanej Ariergarda realnego socjalizmu. Społeczne biografie pokolenia stanu wojennego. Została zatrudniona na stanowisku profesora nadzwyczajnego w Instytucie Socjologii na Wydziale Pedagogiki, Socjologii i Nauk o Zdrowiu Uniwersytetu Zielonogórskiego i dyrektora w Instytucie Socjologii na Wydziale Pedagogiki, Psychologii i Socjologii Uniwersytetu Zielonogórskiego.
Jest profesorem uczelni Instytutu Socjologii Wydziału Pedagogiki, Psychologii i Socjologii Uniwersytetu Zielonogórskiego i profesorem nadzwyczajnym w Wyższej Szkoły Menedżerskiej w Legnicy, oraz była sekretarzem Komitetu Badań nad Migracjami na I Wydziale Nauk Humanistycznych i Społecznych Polskiej Akademii Nauk.
Piastowała funkcję dyrektora Instytutu Socjologii Wydziału Pedagogiki, Psychologii i Socjologii Uniwersytetu Zielonogórskiego i wiceprzewodniczącego Polskiego Towarzystwa Socjologicznego.